# Мінеральні Води (аеропорт)
Міжнародний аеропорт Мінеральні Води (IATA: MRV, ICAO: URMM) — міжнародний пасажирський аеропорт в Ставропольському краї на півдні Росії. Знаходиться за 4 км від центру міста Мінеральні Води і є найбільшим пасажирським аеропортом на російському Кавказі.

## Історія
Аеропорт був створений у 1925 році як невеликий аеродром і отримав в 1933 році статус аеропорту, і мало невелику адміністративну будівлю і майстерні. Зі зростанням популярності курортів Кавказу у повоєнний період також зросло значення аеропорту.
У 1990-х роках аеропорт Мінеральні Води отримав статус міжнародного аеропорту. У 2000-х роках інфраструктура аеропорту була модернізована, а також побудовано Міжнародний термінал.

## Авіалінії та напрямки
| Авіакомпанія          | Пункт призначення                                                     |
| --------------------- | --------------------------------------------------------------------- |
| Aeroflot              | Москва-Шереметьєво, Ст Петербург                                      |
| Armenia Aircompany    | Єреван                                                                |
| Азимут                | Челябінськ, Калуга, Ростов-на-Дону                                    |
| Buta Airways          | Баку                                                                  |
| Ellinair              | Салоніки                                                              |
| flydubai              | Дубай                                                                 |
| NordStar              | Москва-Домодєдово, Норильськ                                          |
| Nordwind Airlines     | Москва-Шереметьєво, Сезонний чартер: Анталія                          |
| Pegas Fly             | Сезонний чартер: Монастір (з 26 травня 2019)                          |
| Pegasus Airlines      | Стамбул-Сабіха Гекчен                                                 |
| Pobeda                | Казань, Москва-Внуково, Перм, Ст Петербург, Єкатеринбург              |
| RusLine               | Курськ, Нижньокамськ                                                  |
| S7 Airlines           | Москва-Домодєдово, Новосибірськ                                       |
| SCAT                  | Актау, Нур-Султан                                                     |
| Severstal Air Company | Череповець                                                            |
| Ural Airlines         | Москва-Домодєдово, Тель-Авів, Єкатеринбург                            |
| UTair Aviation        | Махачкала, Москва-Внуково, Сочі, Сургут, Тель-Авів, Тюмень, Волгоград |
| Uzbekistan Airways    | Ташкент                                                               |
| Yamal Airlines        | Ростов-на-Дону, Тюмень                                                |

## Статистика
| Рік  | Пасажирообіг | % Зміни  |
| ---- | ------------ | -------- |
| 2010 | 888,000      | ▬        |
| 2011 | 966,562      | ▲ 8.8 %  |
| 2012 | 1,279,539    | ▲ 32.4 % |
| 2013 | 1,473,446    | ▲ 15.2 % |
| 2014 | 1,921,669    | ▲ 30.4 % |
| 2015 | 1,966,492    | ▲ 2.3 %  |
| 2016 | 1,731,558    | ▼ 11.9 % |
| 2017 | 2,180,178    | ▲ 25.9 % |

## Наземний транспорт
Аеропорт розташований на перетині федеральної траси М29 «Кавказ» і шосе А157 Мінеральні Води — Кисловодськ — Карачаєвськ.
Громадським транспортом аеропорт пов'язаний із залізничним вокзалом Мінеральні Води (маршрутне таксі № 11 Залізничний вокзал-аеропорт. Інтервал руху 30-40 хв. З 6.00 до 19.30).
Швидко дістатися до міст-курортів Кавказьких Мінеральних Вод можна на таксі.

## Ресурси Інтернету
- (рос.) Офіційний сайт аеропорту Мінеральні Води [Архівовано 24 червня 2011 у Wayback Machine.]